# Paraguays håndboldlandshold (herrer)
Paraguays håndboldlandshold er det hold, der repræsenterer Paraguay i de internationale håndboldkonkurrencer arrangeret af Panamerican Team Handball Federation (PATHF), Den Internationale Håndbold Forbund (IHF) og Internationale Olympiske Komité (IOC), og er underlagt den Federación Paraguaya de Håndbold.